# George Scott
George Charles Scott (Greenville, Misisipi, 23 de marzo de 1944-Greenville, Misisipi, 28 de julio de 2013), más conocido como George Scott, fue un jugador profesional estadounidense de béisbol que se desempeñó en la posición de primera base en las Grandes Ligas de Béisbol (MLB). Es poseedor de ocho Guantes de Oro.

## Carrera
Scott jugó como profesional seis temporadas en Boston Red Sox (1966-1971), después pasó a Milwaukee Brewers (1972-1976), luego regresó a Boston Red Sox (1977-1979), posteriormente se unió a Kansas City Royals (1979), y finalmente, a New York Yankees, donde jugó una temporada (1979), y fue el equipo en el que se retiró.

## Premios
Fue galardonado con el Guante de Oro en ocho oportunidades (1967, 1968, 1971, 1972, 1973, 1974, 1975 y 1976).